# Nahal Sorek (consiglio regionale)
Il consiglio regionale di Nahal Sorek (in ebraico מועצה אזורית נחל שורק‎?, Mo'atza Azorit Nahal Sorek) è un consiglio regionale nel distretto Centrale di Israele. La sede del consiglio è Yad Binyamin. Il consiglio prende il nome dal ruscello Sorek.